# Айдин (вілаєт)
38°04′ пн. ш. 28°15′ сх. д. / 38.06° пн. ш. 28.25° сх. д.
Айдинський або Ізмірський вілаєт (осман. ولايت ايدين) — вілаєт Османської імперії, що розташовувався заході Малої Азії. Утворений 1867 року замість Айдинського еялету з площею 45 тис. км². Припинив існування з утворення Турецької республіки.

## Історія
У 1867 році в рамках адміністративно-територіальної реформи Танзимату еялет Айдин було перетворено на Айдинський вілаєт. Під час війн з Російською імперією та балканськими країнами порти провінції перетворилися на важливі військові бази. Також вілаєт забезпечував постачання військ харчами.
Під час греко-турецької війни у 1919—1920 роках вілаєт було окуповано грецькими військами. Втім, у 1921 році ці землі було відвойовано військами Турецької республіки. За Лозаннським договором ці землі остаточно відійшли до Туреччини.
Колишній вілаєт було перетворено на провінції Айдин, Ізмір, Маніса, Мугла.

## Структура
Адміністративний центр розташовувався в м. Ізмір. Спочатку складався з санджаків: Айдін, Ізмір, Ментеше. У 1877 році додано санджак Сарухан, а 1892 року — Денізлі.
Перед Першою світовою війною вілаєт складався з 5 санджаків:
- Ізмір, в свою чергу мав 13 кази: Ізмір, Ніф, Карабурун, Кушадаси, Чешме, Удеміш, Урла, Фочі, Баїндир, Менемен, Бергама, Сеферіхисар, Тіре
- Сарухан — 11 кази: Маніса, Алашехір, Кула, Ахісар, Саліхли, Гьордес, Демірчі, Ешме, Киркагач, Сома, Тургутлу.
- Айдин — 5 кази: Айдин, Назілли, Боздоган, Сьоке, Чіне.
- Ментеше — 6 кази: Мугла, Макрі, Мілас, Бодрум, Кейджегиз, Мармарис.
- Денізлі — 6 кази: Денізлі, Тавас, Чал, Булдан, Сарайкьой, Аджипаям.

### Очільники
- Мехмед Сабрі Паша (1867—1868)
- Хакім Ісмаїл Паша (1868—1869)
- Велідгідін Паша (1869—1870)
- Мехмед Садік Паша (1870—1872)
- Гусейн Авні Паша (1872)
- Мустафа Сурейя Паша (1872—1873)
- Хамді Паша (1873—1874)
- Ахмед Расім Паша (1874—1875)
- Ахмед Паша (1875)
- Ахмед Есад Паша (1875)
- Гуршит Паша (1875—1876)
- Сабрі Паша (1876—1880)
- Мідхат Паша (1880—1881)
- Алі Паша (1881—1882)
- Каміл Паша (1883)
- Нашит Паша (1883—1885)
- Халіл Рифат Паша (1885—1886)
- Нафіз Паша (1886—1889)
- Халіл Рифат Паша (1889—1891)
- Абдуррахман Нураддін Паша (1891—1893)
- Гасан Фехмі Паша (1893—1895)
- Каміл Паша (1895—1907)
- Фаїк-бей (1907—1908)
- Шериф Мехмед Рауф Паша (1908—1909)
- Алі Галіб-бей (1909)
- Мехмед Ферид Паша (1909)
- Кіазим Паша (1909)
- Махмуд Мухтар Паша (1909—1910)
- Гусейн Назим Паша (1910—1911)
- Челал-бей (1911—1912)
- Ахмед Решид Рей (1912)
- Гусейн Назим Паша (1913)
- Рахмі Арслан (1913—1917)
- Гасан Тахсін Узер (1918—1918)
- Едхем-бей (1918—1919)
- Нураддін Паша (1919)
- Камбур Ізеддін (1919)

## Демографія
Відповідно до перепису населення 1885 року в вілаєті мешкало 1 390 783 осіб. У 1914 році — 1 819 616 осіб. Перевагу мали турки, проте грецьке населення (319 019 осіб) було доволі численним, переважало в Ізмірському санджаку. Значні групи становили вірмени (19 407 осіб) та жиди (36 656 осіб). У 1922 році більшість грецького населення виселено до Греції.

## Економіка
Основу становило сільське господарство. У значній кількості вирощувалися пшениця (5 сортів), кукурудза, просо, бавовник, картопля, бобові, оливки, виноград, інжир, а також опій, тютюн та дуб-валоніа. З корисних копалень напередодні Першої світової війни стали розробляти наждак, хром, сурму та ртуть. На початку XX ст. зводяться лісопильні, активно починають вирубатися дуби, кедри, сосни. Невдовзі розвивається деревообробна промисловість.
Продовжувався розвиток традиційних ремесел, насамперед виготовлення килимів. навіть відомим був вид килимів під назвою «Смірнського». Виробничі потужності розташовувалися в містах Ізмір, Кулу, Ушак, Гьордес та Іспарту. Більшість продукції відправлялося до Великої Британії.